# Бэрд, Сэм
Сэм Бэрд (англ. Sam Baird, род. 17 июня 1988 года) — английский профессиональный игрок в снукер. Впервые попал в мэйн-тур в сезоне 2009/10, благодаря победе на турнире EASB Pro-Ticket Tour. Лучшим достижением Бэрда в сезоне стал последний раунд квалификации на China Open. Затем он выбыл из мэйн-тура, но на чемпионате мира 2011 года дошёл до предпоследнего раунда квалификации (начиная с предварительных раундов), и вернулся в тур на сезон 2011/12.

## Достижения в любительской карьере
- Silver Waistcoat Tour чемпион — 2006/7
- Gold Waistcoat Tour чемпион — 2008/9
- Pontin’s Businessland U-21 Series чемпион — 2008
- EASB Pro-Ticket Tour Play-Off чемпион — 2009